# Iwase Tadanari

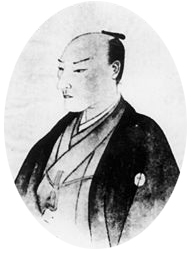
Iwase Tadanari

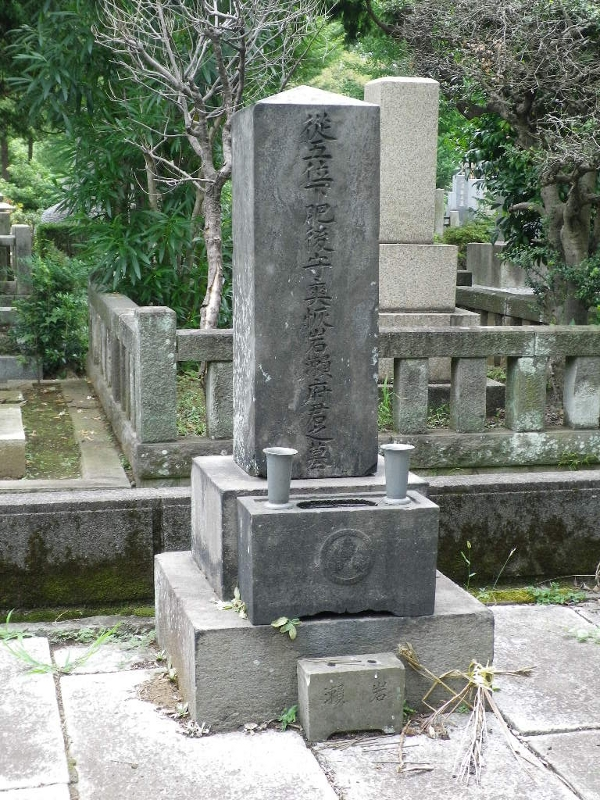
Iwases Grab auf dem Friedhof Zōshigaya

Iwase Tadanari (japanisch 岩瀬 忠震; geboren 18. Dezember 1818; gestorben 16. August 1861 in Edo) war ein japanischer Vasall des Shoguns am Ende der Edo-Zeit und ein Diplomat.

## Leben und Wirken
Iwase Tadanari war der dritte Sohn von Shitara Sadatake, dem Gefolgsmann des Shogun. Er wurde dann Adoptivsohn von Iwase Tadamasa (岩瀬 忠正). Gewöhnlich wurde er Tokusaburō (篤三郎) oder Shuri (修理) genannt. Seine „Gō“ waren Senshū (蟾州) und Ōsho (鴎所), und er führte die Titel „Iga no kami“ (伊賀守) und „Higo no kami“ (肥後守).
Tadanari, der als brillanter Vasall unter den Gefolgsleuten des Shogunats galt, wurde vom Rōjū Abe Masahiro (1819–1857) im Jahr 1853 zum hohen Mitglied (徒頭, Kachigashira) des Shogunats ernannt. Er förderte die Maßnahmen, das Land an die Spitze der Küstenverteidigung und Diplomatie zu bringen. Als der amerikanische Admiral Perry und der Gesandte Harris 1857 wieder Japan besuchten, befürwortete er die Verweigerung der Öffnung von Häfen und Handel und wurde zusammen mit Inoue Kiyonao (1809–1868), dem Kommissar von Shimoda, zum Bevollmächtigten ernannt. Er reie nach Nagasaki und handelte Freundschaftsverträge mit Russland und den Niederlanden aus, die den Handel zwischen den beiden Ländern und Japan festlegten. Um die kaiserliche Erlaubnis zu erhalten, begleitete er Hotta Masayoshi (1810–1864), ein hochrangige Mitglied des shogunalen Ältestenrats, nach Kyōto, doch die Bemühungen um eine Erlaubnis waren vergeblich.
Danach wurde Iwase Kommissar für Auswärtige Angelegenheiten (外国奉行, Gaikoku bugyō) und schloss Verträge mit den USA, Niederlande, Russland, England und  Frankreich ab, was als die „Fünf Staaten Ansei-Verträge“ (安政五カ国条約, Ansei no Gokakoku Jōyaku) in die Geschichte einging. In der Shogun-Nachfolgefrage fungierte er als zentrale Figur der Hitotsubashi-Fraktion, weshalb er bei Tairō Ii Naosuke unbeliebt war. Unmittelbar nach der Unterzeichnung der Fünfmächteverträge wurde zum Kommissar für Baureparaturen (作事奉行, Sakuji bugyō) ernannt, was einer Degradierun gleichkam. Im folgenden Jahr wurde er wurde von seinem Posten entlassen und unter Hausarrest gestellt, obwohl Ii Naosuke Tadatsuns diplomatische Leistungen hoch einschätzte. Er schloss sich Katsu Kaishū (1823–1899) und andere an und galt als führender Bürokrat seiner Zeit. Er setzte sich in der Nachfolgediskussion den Shogun betreffend für den Verlierer ein und zog sich schließlich an seinen zweiten Wohnsitz in Mukojima, Edo zurück, wo er 1868 an einer Krankheit starb, erst 44 Jahre alt.